# Спартак (футбольный клуб, Алма-Ата)
Спартак — советский футбольный клуб из Алма-Аты. Основан не позднее 1947 года. Расформирован в 1960 году.

## Достижения
- В первой лиге — 7 место (в Среднеазиатской зоне второй группы 1947 года).
- В кубке СССР — неявка в 1/8 финала в Среднеазиатской зоне (1947).
- Победитель Кубка Казахской ССР среди КФК (2): 1957, 1959

## Известные тренеры
- Попов, Пётр Герасимович

## Известные игроки
- Степанов, Борис Александрович